# Komnenodukasi
Komnenodukasi – bizantyńska dynastia, boczna gałąź Angelosów panująca w Epirze, Tesalii i Tesalonice w latach 1204-1318. 

## Historia
Po upadku Konstantynopola w 1204 Angelosowie utrzymali władzę w Epirze. Przybrali wtedy nazwisko Angelos Komnen Dukas (zwani Komenodukasami). Mając ambicje cesarskie rozciągnęli władzę na Tesalonikę. 9 marca 1230 roku Teodor Angelos Dukas Komnen został pokonany przez Bułgarów w bitwie pod Kłokotnicą. Oznaczało to kres ekspansywnej polityki Angelosów na ziemiach greckich. Tesalonika została w 1246 włączona do Cesarstwa Nicei. Komnenodukasi utrzymali władzę w Epirze i Tesalii do 1318 roku, kiedy wymarli.

## Władcy z dynastii Komnenodukasów

### Epir
- Michał I Angelos (1204–1214)
- Teodor Angelos Dukas Komnen (1214–1230)
- Michał II Angelos (1230–1271)
- Nicefor I Angelos (1271–1296)
- Tomasz Angelos (1296–1318)

### Tesalonika
- Cesarze Tesaloniki:
- Teodor Angelos Dukas Komnen (1227–1230)
- Manuel Angelos Dukas Komnen (1230–1237)
- Jan Angelos Dukas Komnen (1237–1242)
- Despoci Tesaloniki:
- Jan Angelos Dukas Komnen (1242–1244)
- Demetriusz Angelos (1244–1246)

## Tesalia
- Jan I Angelos (1271–1289)
- Konstantyn Angelos (1289–1303)
- Teodor Angelos (1289–1299)
- Jan II Angelos (1303–1318)